# 肌肉魔法使-MASHLE-
《肌肉魔法使-MASHLE-》是日本漫畫家甲本一創作的少年漫畫。集英社《週刊少年Jump》2020年9號開始連載，至2023年31號連載結束。截至2024年3月，本作發行量已突破1000萬冊。
改編第1季及第2季電視動畫分別於2023年及2024年播放。2023年舞台劇上演。

## 故事概要
這是一個秩序嚴格、眾人都會魔法的世界，以臉上的「印記」作為是否有魔力的標記，魔力量高低成為衡量地位的標準，而不會使用魔法的人則會遭到處決。馬修·班地德天生不會使用魔法，被養父藏匿起來照顧。一次意外中被市民和魔法警察布拉德發現其無法使用魔法，隨即向馬修展開追捕。在馬修憑藉常年鍛鍊的肉體力量取得壓倒性的勝利後，布拉德卻依然表示不會放棄追殺。馬修為了自己跟家人能平安生活，只好与布拉德达成交易，進入人才輩出、歷史悠久的名門伊斯頓魔法學院，為當上「神覺者」而不斷接受各路挑戰，用長年鍛鍊出來的一身肌肉與魔法世界抗衡。

## 登場人物

### 主要角色
馬修·班地德（Mash Burnedead，聲：小林千晃（電視動畫）、花江夏樹（漫畫宣傳PV）／小山內怜央（嬰兒）（日本）；張至超（台灣））
生日：11月11日；身高：171cm；腳尺寸：26.5cm
本作主角。亞德拉舍一年級生。個性單純率直，留著蘑菇頭髮型，總是面無表情的少年，給人以冷淡的印象，但非常重視朋友及家人。臉上沒有「線」（印記），是極少數無法使用魔法的異類。為了自己跟養父能夠平安生活，以成為神覺者為目標進入伊斯頓魔法學院就讀。喜歡吃泡芙、鍛鍊肌肉和補充蛋白質。是被雷格羅·班地德撿到並養大的「棄嬰」，稱呼雷格羅為「爺爺」（じいちゃん）。缺乏常識，經常把事情搞砸，但每次犯錯後都會老實地承認錯誤。進門的時候分不清該推還是該拉。雷格羅為了讓他擁有得以自保的力量，從他幼時起便安排了鍛鍊身體的訓練，在長年鍛鍊下練就一身肌肉，身體素質遠超養父的想像，能靠蠻力來實現類似魔法般的技能。故事結尾在純粹的根源事件結束之後成為史上唯一不會魔法的神覺者，不過沒有參加入選儀式，只留紙條給魔法局的人員解释自己的原因，回到家中陪雷格羅。
芬恩·艾姆茲（Finn Ames，聲：川島零士、花江夏樹（漫畫宣傳PV）（日本）；喬資淯（台灣））
生日：1月23日；身高：170cm；腳尺寸：26cm
亞德拉舍一年級生。二線魔法使（原一線魔法使），馬修的同學及室友，也是馬修的第一個朋友。擅長吐槽。固有魔法是交換魔法。存在感很低，十分膽小軟弱易哭，但善良誠懇、重視朋友。哥哥是神覺者—戰之神杖雷恩·艾姆茲。在純粹的根源事件中，當雷恩要戰敗時開啟第二條線並使出蝶之祝福（二階魔法）治癒受重傷的雷恩也一起戰勝迪立澤斯塔（純粹的根源-四子）。一直以爲哥哥是因為自己太無能才疏遠自己，在四子戰中得知雷恩的真實想法後與哥哥和解，目前已經會認雷恩的兔子們。
蘭斯·克勞恩（Lance Crown，聲：石川界人、花江夏樹（漫畫宣傳PV）（日本）；宋昱璁（台灣））
生日：2月3日；身高：178cm；腳尺寸：28cm
亞德拉舍一年級生。三線魔法使（原二線魔法使），入學考試第一名的優等生。擅長使用重力魔法。重度妹控，為了讓魔力逐漸消失的妹妹能平安生活而立志成為神覺者。與多特作戰時開啟第三條線並喚醒魔杖（星之神–涅墨西斯）也順利戰勝艾比德姆（純粹的根源–三子）。內心善良，也很會照顧人，但性格非常笨拙，不擅長表達情緒，總是因為待人嚴厲而遭人誤解。
多特·巴雷特（Dot Barrett，聲：江口拓也、花江夏樹（漫畫宣傳PV）／小山內怜央（幼年）（日本）；林柏昱（台灣））
生日：4月1日；身高：178cm；腳尺寸：28cm
亞德拉舍一年級生。二線魔法使（原一線魔法使），擅長使用爆破魔法。留著紅色爆炸頭的少年。個性衝動火爆，自稱為主人公。非常嫉妒長得帥的人。但有意外反差的一面：喝下午茶、到馬修的房間作客會帶上香草茶作為伴手禮、擅長唸書、小提琴等。喜歡雷蒙，出生時頭上有十字架標記是自戒人的符號，當情緒激昂時可以發揮出比平時高出三到四倍的魔力，與蘭斯作戰時開啟第二條線並戰勝艾比德姆（純粹的根源–三子）。
雷蒙·厄文（Lemon Irvine，聲：上田麗奈（日本）；吳佳樺（台灣））
生日：7月7日；身高：162cm；腳尺寸：23cm；體重：自稱三個草莓
本作女主角。亞德拉舍一年級生。一線魔法使，擅長束縛魔法，金色半長髮，繫著紅色絲帶，有著可愛的外表。外部入學生。出身貧困，因此在入學考試時受主考官利誘，用魔法困住馬修，阻礙對方考試來換取選拔合格、進入伊斯頓的機會，但反而受到馬修幫忙通過了考試，從此喜歡上馬修，此後多次表示喜歡對方並自稱是未婚妻、想要和馬修結婚等。被多特喜歡。最喜歡的食物是草莓。缺乏自信，在戀爱关系中属于依賴型，有跟蹤狂般的性格。坦率可愛，在馬修因沒有魔法而被民眾敵視時，勇敢站出來維護馬修。

### 伊斯頓魔法學院

#### 亞德拉宿舍
伊斯頓魔法學院的三個宿舍之一，特質為「勇氣與信念」，標誌為猛禽。對亞德拉舍學生的出生身世給予隱藏不公開。馬修和他的夥伴都是亞德拉舍的學生。
雷恩·艾姆茲（Rayne Ames，聲：梶裕貴（日本）；黃天佑（台灣））
生日：3月3日；身高：175cm
三線魔法使（原二線魔法使）。最年輕的三線覺醒者。作為亞德拉舍的監督生，同時擔任魔法局魔法道具管理局長職位，芬恩的哥哥。神覺者，稱號為「戰之神杖」。使用能釋放無數把巨劍的魔法「斬鐵劍」，並且可自由控制輸出程度。為了不讓馬修‧班地德被馬卡龍襲擊在與馬卡龍決戰時開啟第三條線並喚醒魔杖（戰神–阿瑞斯），和芬恩一同戰勝迪立澤斯塔（純粹的根源–四子）。為了讓與自己和弟弟一樣作為孤兒的孩童也能享有平等待遇而成為神覺者，同時也為了讓芬恩不受到威脅而狠下心選擇疏遠他，戰後與芬恩和解。與其他神覺者不同，立場為支持馬修。私下極度迷戀兔子，甚至會早起幫兔子梳毛及花時間欣賞兔子。
湯姆·諾耶爾茲（Tom Noels，聲：駒田航）
一線魔法使。二年級生。個性熱血，看到馬修的活躍後邀請馬修參加杜艾羅比賽。喜歡竹子。
馬克斯·蘭德（Max Land，聲：古川慎）
二線魔法使。三年級生。雷恩的室友。使用大小變換的魔法。幫助馬修通過神覺者候補選拔試驗的初賽後被卡爾巴裘打倒。
洛伊德·凱貝爾（Lloyd Cabell，聲：白井悠介）
一線魔法使。一年級生。使用線之魔法。時常掛著笑容，實際上為個性惡毒的人。父母為魔法局高官，因此常常欺負看不順眼的學生。

#### 雷安宿舍
伊斯頓魔法學院的三個宿舍之一，特質為「才能與自尊」，標誌為狼。雷安舍的學生大多是出身名門或家裏位居魔法局高層，是血統最為高貴的宿舍。
阿貝爾·沃克（Abel Walker，亞伯·沃克，聲：梅原裕一郎（日本）；黃天佑（台灣））
三線魔法使（原二線魔法使）。雷安舍的監督生，第一魔牙。使用人偶魔法。與「純粹的根源」勾結，臉上的第三條線是後天被加上的。因馬修拯救過受重傷的阿比斯，在神覺者最終考試之三魔校對抗戰和將純粹的根源事件裡和阿比斯幫助馬修戰鬥。素食主義者，喜歡小番茄。
阿比斯·雷澤（Abyss Razor，雅比斯·雷薩，聲：七海弘希（電視動畫）、甲斐田幸（漫畫宣傳PV）／小山內怜央（少年））
二線魔法使。第二魔牙。使用加速魔法，並用劍戰鬥。戴著面具、穿斗篷的神祕人。左眼為「惡魔之眼」，能讓看到的對象魔法無效化，因此飽受歧視。在與馬修對決時意外發現前者身上並沒有魔力的存在，因為從小的生長經歷，被打敗後並不排斥馬修的存在，亦答應當馬修的朋友。和阿貝爾一同幫助馬修作戰。早餐只喝黑咖啡，吃飯會摘下面具。
沃思·馬德爾（Worth Maddle，瓦斯·馬德爾，聲：伊東健人）
二線魔法使。第三魔牙。使用泥土魔法。兄長為神覺者歐特·馬德爾。
麥洛·傑尼斯（Milo Genius，聲：梅田修一朗）
二線魔法使。第四魔牙。使用石化魔法。是七魔牙中唯一的一年級生。在與芬恩和多特的戰鬥中，被LOVE·可愛稱為神童。
LOVE·可愛（Love Cute，拉芙·裘特，聲：古賀葵）
二線魔法使。第五魔牙，七魔牙唯一的女性。使用風暴魔法。非常自戀，對於不能滿足自己的人一率格殺勿論。
歐洛爾·安德魯（Orol Andrew，聲：乃村健次）
二線魔法使。第六魔牙。使用能讓自己變身為鯊魚的魔法，並將對手拖入水中。
安薩·錫林（Ansa Shinri，聲：河西健吾）
二線魔法使。第七魔牙。使用能操縱巨型手裡劍的魔法。
席爾巴·艾隆（Silva Iron，聲：增田俊樹）
二線魔法使。雷安舍一年級留級生。使用鐵之魔法，品行不良，常把學生和老師打到送醫。欲向七魔牙證明自己而搶奪馬修的金級幣，但敗給馬修後被阿貝爾變成人偶懲戒，意外被誤入阿貝爾地盤的馬修救出恢復人類之身，之後開始反省自身行為。
羅倫·卡巴斯（Lauren Cabas，聲：長谷川育美）
一線魔法使。使用魅惑魔法。席爾巴的協力者。
舒恩·蓋茲克（Shuen Getsuku，聲：葉山翔太）
一線魔法使。使用荊棘魔法。沃思的童年玩伴。被沃思派出對付馬修一行人，被多特打敗。

#### 歐爾卡宿舍
伊斯頓魔法學院的三個宿舍之一，特質為“知性與勤勉”，標誌為虎鯨。
瑪格麗特·馬卡龍（Margarett Macaron，聲：子安武人（日本）；梁興昌（台灣））
二線魔法使。歐爾卡舍的監督生。使用聲音魔法。受歐特的委託阻止馬修參加神覺者候補選拔試驗。
卡爾巴裘·羅洋（Carpaccio Luo-Yang，聲：內山昂輝）
二線魔法使。內推生排名第一，上古13杖「魔主之凱恩」的持有者之一，是被上古之仗所選中的魔法使，擁有將傷害無效化及轉移傷害的魔法。參加神覺者候補選拔試驗。
羅迪茲·埃姆斯（Rhodes Amez，聲：坂泰斗）
二線魔法使。使用熔岩魔法。被阿比斯打敗並奪走級幣。
切羅·莫爾索（Cello Morceau，聲：日向朔公）
一線魔法使。馬卡龍的部下。和特隆為雙胞胎。
特隆·莫爾索（Tron Morceau，聲：草野太一）
一線魔法使。馬卡龍的部下。和切羅為雙胞胎。

#### 教職員
沃爾帕克·拜根（Wahlberg Baigan，聲：麥人／羽多野渉〈青年〉／千春〈少年〉（日本）；梁興昌（台灣））
三線魔法使。伊斯頓魔法學院的校長，使用空間魔法，後來被純粹的根源奪走。是最強魔法使亞當的三名弟子之一。認為力量既可傷人、亦可救人，希望自己的學校能培養出幫助弱者、對抗強者的一流魔法使。入學考試時親自考驗馬修，後對馬修感到期待並非常欣賞。與純粹的根源對戰時喚醒魔杖（天空之神–烏拉諾斯）。
法爾曼·克雷哥斯（Farman Cregos，聲：青山穰）
一線魔法使。伊斯頓魔法學院的教務主任。
克羅德·路奇（Claude Lucci，聲：立花慎之介）
一線魔法使。負責入學選拔的老師，新晉第七位的魔法使，看不慣馬修的風格，利誘蕾蒙去阻礙馬修進行考試，後來被馬修握斷魔杖。

### 魔法局
布萊斯·米尼斯特（Bless Minister，聲：中博史）
二線魔法使，魔法局副局長。在審問馬修時被純粹的根源所派出的魔法寄生蟲寄生，後被馬修所救。

#### 神覺者
雷恩·艾姆斯
參照雷恩·艾姆斯。
萊奧·格蘭茲（Rio Grants，聲：諏訪部順一）
三線魔法使，神覺者，稱號為「光之神杖」。現任魔法界最強的魔法使。擔任魔法警備隊隊長。使用光之魔法。認可馬修的存在，是少數認為不該處刑馬修的神覺者。與杜姆（純粹的根源-長子）對戰時喚醒魔杖（光之神–許珀里翁）。
歐特·馬德爾（Orter Maddle，聲：小野友樹）
三線魔法使，神覺者，稱號為「沙之神杖」。擔任魔法魔力管理，使用沙之魔法。沃思的哥哥，對馬修的存在表示強烈反對，亟欲處決馬修。
瑞納圖斯·雷沃爾（Renatus Revol，聲：谷山紀章）
三線魔法使，神覺者，稱號為「不死之神杖」。擔任魔法墓地管理。與杜姆（純粹的根源-長子）對戰時喚醒魔杖（死神–塔納托斯）。
卡爾多·科西納（Cardo Gehenna，聲：島崎信長）
二線魔法使，神覺者，稱號為「炎之神杖」。擔任魔法人才管理。
蘇菲娜·布里維亞（Sofina Biblia，聲：早見沙織）
二線魔法使，神覺者，稱號為「知識之神杖」。擔任魔法禁書管理。
斯拉拉·黑爾斯頓（Tsurara Halestone，聲：楠木燈）
二線魔法使，神覺者，稱號為「冰之神杖」。擔任魔法研究管理。
阿吉德·泰隆（Agito Tyrone）
二線魔法使，神覺者，稱號為「龍之神杖」。擔任魔法動物管理。

### 聖‧亞爾斯聖魔學院
絕對正義，遵守正確的道德規範，對不守規矩的學生實行嚴厲制裁的聖·亞爾斯。
克恩魯斯（kokuonn roshi）
二線魔法使，神覺者最終候選人，上一屆神覺者考試與雷恩競爭過。在三魔校對抗戰舉行前日被多米納打敗，因此被多米納威脅以學校的名譽和家人的安危來獻出考試名額給瓦爾吉斯魔學院。
拉瓦·阿里西亞（Rava Alisia）
二線魔法使，神覺者最終候選人，上一屆神覺者考試與雷恩競爭過。三魔校對抗戰與克恩一起讓出名額。
馬波爾·伊瑟（Marpol Iser）
二線魔法使，神覺者最終候選人，上一屆神覺者考試與雷恩競爭過。三魔校對抗戰與克恩一起讓出名額。

### 瓦爾吉斯魔學院
實力至上主義，只要能將魔法練到極致，用什麼方法並不重要。不重視過程的瓦爾吉斯。
多米那·布羅利夫
參照多米那‧布羅利夫。
利夫·洛斯庫沃斯（Lévis Rosequartz）
生日：2月29日
三線魔法使（原二線魔法使）。右眼戴著眼罩，是魔法局局長的兒子。原是伊斯頓魔法學院的學生，品性不良，曾把老師打的半死，因此被伊斯頓學院開除。擁有兩支魔杖，使用磁石魔法、電之魔法。與馬修對戰時開啟第三條線並喚醒魔杖（磁力之神–亞當烏斯）。
查爾斯·孔蒂尼（Charles Contini）
二線魔法使，使用空間移動魔法。是個媽寶。曾在跟蘭斯戰鬥時和媽媽講電話時的語氣太過肉麻，被吐槽是個媽寶。
格爾夫·加爾加隆（Gulf Gargalon）
二線魔法使，使用強酸魔法。曾被利夫用謊言欺騙，後被利夫用冷嘲熱諷拋棄，並被利夫當作擋箭牌而扛下馬修的攻擊。覺得肯尼的冷笑話讓人忍俊不禁
肯尼·克拉克 （ ケニー・クラーク， Kenny Clarke ）
二線魔法使，使用冰魔法。對實力特別有自信，但是周圍評價不高。開冷笑話的時候會有冷風吹過，喉嚨不耐乾燥

### 魔法警察
布拉德·柯爾曼（Brad Coleman，聲：小西克幸）
魔法警察，前魔法局警備隊成員。一線魔法使，發現了沒有魔法印記的馬修，然而使用驅逐魔法都無法對馬修造成傷害，雖然馬修依靠強大的身體能力輕鬆打敗布拉德，但布拉德表示不會放棄追殺。後與馬修達成交易，只要馬修能成為神覺者，幫助自己獲得神覺者的權力和財富就放過班地德父子。

### 純粹的根源
活躍於地下的非法暗黑魔法組織，其成員擁有與神覺者相當的實力。
純粹的根源（Innocent Zero，聲：三木真一郎）
生日:11/11;身高:175cm
四線魔法使，「純粹的根源」的首領。被塞爾稱呼為「父親大人」。是最強魔法使亞當的三名弟子之一。使用時間魔法。與沃爾帕克對戰時喚醒魔杖（時間之神–克洛諾斯）。由於身體數次重組已經能強奪他人的魔法。在奈克羅斯戰敗沃爾帕克時吸收了被他操控暗魔法的亞當。與馬修對戰時喚醒魔杖（暗之神–路西法）。本名西里爾·馬庫斯（シリル・マーカス，Cyril Marcus）

##### 惡魔五子
杜姆（Doom）
生日:1/11;身高:200cm
三線魔法使，惡魔五兄弟的長男，上古13杖「魔主之凱恩」的持有者之一，並能強化自身的肉體。使用海市蜃樓魔法。與馬修對戰時喚醒魔杖（豐饒之神–芙蕾雅）。
菲爾曼（Famin）
生日:2/11;身高:180cm
三線魔法使，惡魔五兄弟的次男，使用透明魔法。與歐特對戰時喚醒魔杖（狡猾之神–德基烏斯）。
艾比德姆（Epidem）
生日:3/11;身高:175cm
三線魔法使，惡魔五兄弟的三男，使用金屬魔法。與蘭斯、多特對戰時喚醒魔杖（奸智之神–西西弗斯）。
迪立澤斯塔（Delisaster）
生日:4/11;身高:176cm
三線魔法使，惡魔五兄弟的四男，使用能釋放無數把巨型長矛之魔法。與雷恩、芬恩對戰時喚醒魔杖（武神–雅典娜）。
多米納·布羅利夫（Domina Blowelive）
生日:5/11;身高:173cm
三線魔法使，惡魔五兄弟的五男，使用水之魔法。魔法界最強學生。與馬修對戰時喚醒魔杖（水神–波塞頓）。

##### 部下
塞爾·沃（Cell War，聲：花江夏樹）
身高:171cm
三線魔法使（原二線魔法使），使用操縱黑碳的魔法，為純粹的根源用屍體和血液製成的克隆體。阿貝爾的協力者，在阿貝爾輸給馬修後欲殺其滅口。與馬修對戰時開啟第三條線並喚醒魔杖（鐵之神–赫菲斯托斯）。
約翰·皮耶爾（John Pierre，聲：伊藤悟）
二線魔法使。自稱連環殺人鬼兼食人鬼。在雷恩追擊塞爾時阻止雷恩，後被雷恩擊殺。
希特·寶貝（Sitter Baby，聲：橘龍丸）
二線魔法使。使用幼化魔法，但其實本人十分弱小。曾在純粹的根源襲擊伊斯頓魔法學院的時候對上蘭斯和多特，並將兩人幼化，但蘭斯控制了魔法範圍而增強威力，而後戰敗。
奈克羅斯·曼斯（Necros Mans，聲：水中雅章）
二線魔法使。使用操控人偶魔法。曾操縱了純粹的根源使用魔法而召喚出的亞當的屍體，後被沃爾帕克使用魔法消除。

### 親屬
雷格羅·班地德（Regro Burnedead，聲：長）
馬修的養父，75歲。一線魔法使，從小到大一直被家長、老師、老闆和同事認為是失敗者，是不被需要的存在，絕望到想要自盡時，發現了被遺棄的嬰兒馬修，成為了沒有血緣關係的父子。馬修為了讓自己和老爹過上平靜的生活，決心成為神覺者。
安娜·克勞恩（Anna Crown，聲：今泉梨央奈）
蘭斯的妹妹。一線魔法使，患上伴隨着記號的消失，魔力也會逐漸消失的不治之症，只剩五年時間，後來證實是純粹的根源的惡魔五兄弟-艾比德姆研發的魔力散病毒，是一種能讓記號和魔力消失的病毒，安娜曾經被他實驗過。因國家的政策是沒有魔力的人要上交給國家，所以蘭斯立志成為神覺者去改變該政策，直到擊敗艾比德姆(惡魔五子-三男)之後，安娜的記號和魔力才恢復原狀。

### 其他
亞當·喬布斯（Adam Jobs，聲：關俊彥）
三線魔法使，使用黑暗魔法，歷代最強魔法使擁有至高無上的魔力。創立魔法教育與魔法局。名下有三位弟子，分別為魔法界首席–沃爾帕克·拜根、惡之帝王-純粹的根源、梅麗‧阿德爾。
梅麗·阿德爾（Melia Adel）
二線魔法使，是最強魔法使亞當的三名弟子之一。擁有許多治療道具。（莫利之杖）使用者，此魔杖面對暗之力擁有者便能發揮出相同巨大力量。曾幫馬修特訓過。

## 出版書籍
《肌肉魔法使-MASHLE-》由甲本一創作，於2020年1月27日在集英社的《週刊少年Jump》2020年9號上開始連載。
| 集數 | 集英社 | 集英社        | 集英社                 | 東立出版社                          | 東立出版社    | 東立出版社             | 博集天卷                                | 博集天卷               | 博集天卷               |
| 集數 | 副標題 | 發售日期      | ISBN                   | 副標題                              | 發售日期      | ISBN                   | 副標題                                  | 發售日期               | ISBN                   |
| ---- | ------ | ------------- | ---------------------- | ----------------------------------- | ------------- | ---------------------- | --------------------------------------- | ---------------------- | ---------------------- |
| 1    |        | 2020年6月4日  | ISBN 978-4-08-882329-4 | 馬修·班地德與千錘百鍊的肌肉         | 2021年10月7日 | ISBN 978-957-26-6191-8 | 马修·班迪德与千锤百炼的肌肉             | 2023年7月              | ISBN 978-7-5726-1127-8 |
| 2    |        | 2020年8月4日  | ISBN 978-4-08-882377-5 | 馬修·班地德與鐵之魔法               | 2023年1月3日  | ISBN 978-957-26-6192-5 | 马修·班迪德与铁魔法                     | 2023年7月              | ISBN 978-7-5726-1128-5 |
| 3    |        | 2020年10月2日 | ISBN 978-4-08-882425-3 | 馬修·班地德與蒙面魔法師             | 2023年2月9日  | ISBN 978-626-34-7491-8 | 马修·班迪德与面具魔法使                 | 2023年7月              | ISBN 978-7-5726-1129-2 |
| 4    |        | 2021年1月4日  | ISBN 978-4-08-882526-7 | 馬修·班地德與弱肉強食               | 2023年4月21日 | ISBN 978-626-34-7979-1 | 马修·班迪德与弱肉强食                   | 2023年7月              | ISBN 978-7-5726-1130-8 |
| 5    |        | 2021年3月4日  | ISBN 978-4-08-882575-5 | 馬修·班地德與魔鏡                   | 2023年6月2日  | ISBN 978-626-360-751-4 | 马修·班迪德与魔镜                       | 2023年8月              | ISBN 978-7-5726-1160-5 |
| 6    |        | 2021年4月30日 | ISBN 978-4-08-882639-4 | 芬恩·艾姆斯與朋友                   | 2023年8月3日  | ISBN 978-626-360-752-1 | 芬·埃姆斯与朋友                         | 2023年8月              | ISBN 978-7-5726-1161-2 |
| 7    |        | 2021年8月4日  | ISBN 978-4-08-882728-5 | 馬修·班地德與失控的網球             | 2023年9月11日 | ISBN 978-626-360-753-8 | 马修·班迪德与失控的网球                 | 2023年8月              | ISBN 978-7-5726-1162-9 |
| 8    |        | 2021年10月4日 | ISBN 978-4-08-882787-2 | 馬修·班地德與4枚金剛刃              | 2023年11月9日 | ISBN 978-626-372-499-0 | 马修·班迪德与4枚金刚刃                  | 2023年8月              | ISBN 978-7-5726-1163-6 |
| 9    |        | 2021年12月3日 | ISBN 978-4-08-882844-2 | 馬修·班地德與三魔對爭神覺者最終測驗 | 2024年2月16日 | ISBN 978-626-372-500-3 | 马修·班迪德与三魔校争夺“神觉者”最终考试 | 2023年9月              | ISBN 978-7-5726-1352-4 |
| 10   |        | 2022年3月4日  | ISBN 978-4-08-883036-0 | 馬修·班地德與磁鐵鎧甲               | 2024年3月21日 | ISBN 978-626-372-501-0 | 马修·班迪德与磁石铠甲                   | 2023年9月              | ISBN 978-7-5726-1353-1 |
| 11   |        | 2022年5月2日  | ISBN 978-4-08-883097-1 | 馬修·班地德與水之神                 | 2024年5月6日  | ISBN 978-626-02-1346-6 | 马修·班迪德与水之神                     | 2023年9月              | ISBN 978-7-5726-1354-8 |
| 12   |        | 2022年7月4日  | ISBN 978-4-08-883159-6 | 馬修·班地德與5兄弟                  | 2024年9月9日  | ISBN 978-626-02-1347-3 | 马修·班迪德与他的5个兄弟                | 2023年9月              | ISBN 978-7-5726-1355-5 |
| 13   |        | 2022年10月4日 | ISBN 978-4-08-883258-6 | 雷恩·艾姆斯與最強的鉾使             | 2024年11月7日 | ISBN 978-626-02-1348-0 |                                         |                        | ISBN 978-7-5726-2493-3 |
| 14   |        | 2022年12月2日 | ISBN 978-4-08-883403-0 | 蘭斯·克勞恩與多德·巴雷特            | 2025年2月21日 | ISBN 978-626-02-3487-4 |                                         | ISBN 978-7-5726-2494-0 |                        |
| 15   |        | 2023年2月3日  | ISBN 978-4-08-883426-9 | 萊歐·葛蘭茲與男子漢                 | 2025年5月2日  | ISBN 978-626-02-3488-1 |                                         | ISBN 978-7-5726-2495-7 |                        |
| 16   |        | 2023年4月4日  | ISBN 978-4-08-883447-4 | 馬修·班地德與鏡之魔法               | 2025年7月7日  | ISBN 978-626-02-3489-8 |                                         | ISBN 978-7-5726-2496-4 |                        |
| 17   |        | 2023年7月4日  | ISBN 978-4-08-883568-6 |                                     |               |                        |                                         | ISBN 978-7-5726-2497-1 |                        |
| 18   |        | 2023年10月4日 | ISBN 978-4-08-883668-3 |                                     |               |                        |                                         | ISBN 978-7-5726-2498-8 |                        |

## 評價
2020年6月，單行本第一卷銷量表現良好，一發售就被搶購一空。截至2021年4月，該漫畫已發行超過140萬冊。2021年7月，本作發行量突破170萬。2021年8月，本作發行量突破210萬。2021年10月，本作發行量突破250萬。2022年3月，本作發行量突破300萬。2022年10月，本作發行量突破400萬。2023年4月，本作發行量突破500萬。2023年10月，本作發行量突破600萬。
2020年，該漫畫獲得第六屆下一部人氣漫畫大賞提名，並以12,894票在50位提名作品中排名第11。《肌肉魔法使-MASHLE-》在Alu's manga community的「我的2020年漫畫BEST5」中排名第38位，其中46,641名Twitter用戶參與。翌年獲得全國書店店員推薦漫畫2021第3位。

## 電視動畫
2022年7月4日，官方宣佈獲改編成2023年首播的電視動畫；9月24日，在「Aniplex Online Fest 2022」中宣佈由A-1 Pictures負責動畫製作，小林千晃擔任主角馬修的配音。

### 主題曲
第1期
片頭曲Knock Out
作詞、作曲：岡崎體育，編曲：DAIDAI from Paledusk，演唱：岡崎體育
片尾曲Chou Crème Funk
作詞：COMiNUM、Kaz Kuwamura、Kentaro，作曲：Kaz Kuwamura、Kentaro，編曲：Kentaro，演唱：Philosophy no Dance
第2期
片頭曲Bling-Bang-Bang-Born
作詞：R-指定、作曲：DJ松永，演唱：Creepy Nuts
片尾曲Tokyo's Way!
作詞、作曲、編曲：細井涼介、林武藏，演唱：私立惠比壽中學

### 各話列表
| 話數                           | 日文標題 | 中文標題                      | 分鏡     | 演出     | 作畫監督 | 总作畫監督          | 首播日期      |        |
| 第一季                         | 第一季   | 第一季                        | 第一季   | 第一季   | 第一季 | 第一季              | 第一季        | 第一季 |
| ------------------------------ | -------- | ----------------------------- | -------- | -------- | --- | ------------------- | ------------- | ------ |
| 1                              |          | 馬修·班地德與鍛鍊緊緻的肌肉   | 田中智也 | 池田愛彩 | 合田浩章 | 東島久志            | 2023年 4月7日 |        |
| 2                              |          | 馬修·班地德與不可思議的迷宮   | 小原正和 | 小原正和 | 萩尾圭太、山本祐子、高濑沙耶香 | 石川智美            | 4月14日       |        |
| 3                              |          | 馬修·班地德與不可惹怒的人     | 飛田剛   | 飛田剛   | 市橋雄一、齊藤亮、齋藤悠 | 久松沙紀            | 4月21日       |        |
| 4                              |          | 馬修·班地德與強力的魔法使     | 臼井篤史 | 臼井篤史 | 板垣彰子、 佐藤绫香、西川真人、山下圣美 上月庸右、玄机株式会社、杨彤琤 | 東島久志            | 4月28日       |        |
| 5                              |          | 馬修·班地德與不受歡迎的同級生 | 渡邊有紀 | 渡邊有紀 | 渡邊浩二 | 久松沙紀            | 5月5日        |        |
| 6                              |          | 馬修·班地德與鐵之魔法         | 池田愛彩 | 池田愛彩 | 合田浩章、市橋雄一、萩尾圭太 臼井篤史、齊藤亮、北村友幸、北島勇樹 | 久松沙紀            | 5月12日       |        |
| 6.5                            |          | 馬修·班地德與神奇的信         | 總集篇   | 總集篇   | 總集篇 | 總集篇              | 5月19日       |        |
| 7                              |          | 馬修·班地德與人偶的魔法使     | 古田丈司 | 澀田直彰 | 伊藤良明、岩本里奈 | 東島久志            | 5月26日       |        |
| 8                              |          | 馬修·班地德與狼的魔法使們     | 仲野良   | 仲野良   | 斋藤悠、、佐藤绫香 合田浩章、上月庸右、西川真人 山下圣美、、YU Minzi、No Seung-who | 久松沙纪            | 6月2日        |        |
| 9                              |          | 馬修·班地德與加速魔法使       | 田中智也 | 渡邊敬介 | 小澤久美子、北島勇樹、瀧口弘喜 萩尾圭太、佐野繪里、戶谷賢都、山本祐子 | 石川智美            | 6月9日        |        |
| 10                             |          | 馬修·班地德與神覺者           | 小原正和 | 小原正和 | 櫻井木之實、宇良今日子 齊藤亮、市橋雄一 北村友幸、合田浩章、小松真梨子 No Seung-who、西川真人、上月庸右                                                                                     | 東島久志            | 6月16日       |        |
| 11                             |          | 馬修·班地德與弱肉強食         | 大橋一輝 | 小坂春女 | 渡邊浩二、佐藤綾香、齋藤悠 、臼井篤史、西川真人 上月庸右、萩尾圭太、植竹康彥 | 久松沙紀、 東島久志 | 6月23日       |        |
| 12                             |          | 馬修·班地德與魔法之鏡         | 古田丈司 | 飛田剛   | 小澤久美子、山本祐子、合田浩章 錦見樂、萩尾圭太、大野泰江 曾根拓人、高瀨沙耶香、古阪美津妃 北村友幸、市橋雄一、瀧口弘喜 小松真梨子、臼井篤史、齊藤亮 戶谷賢都、No Seung-who、Jang Han-byeol | 東島久志            | 6月30日       |        |
| 第二季《神覺者候補選拔試驗篇》 |          |                               |          |          | |                     |               |        |
| 13                             |          | 馬修·班地德與神覺者們         | 田中智也 | 白石佳祐 | 小松真梨子、齋藤悠 佐藤綾香、 | 東島久志            | 2024年 1月6日 |        |
| 14                             |          | 馬修·班地德與老家             | 古田丈司 | 宮本幸裕 | 伊藤良明、高野晃久、岩本里奈 清水勝祐、鮫島壽志、 | 久松沙紀            | 1月13日       |        |
| 15                             |          | 雷恩·艾姆斯與被神選中的力量   | 成田歲法 | 飛田剛   | 高瀨沙耶香、山本祐子、渡邊敬介 萩尾圭介、臼井篤史、佐野繪里 | 石川智美            | 1月20日       |        |
| 16                             |          | 馬修·班地德與強力氣球         | 渡邊有紀 | 渡邊有紀 | 齊藤亮、臼井篤史 渡邊浩二、成松義人 | 戶谷賢都            | 1月27日       |        |
| 17                             |          | 芬恩·艾姆斯與朋友             | 仲野良   | 仲野良   | 錦見樂、小澤久美子、茂木真一 齊藤亮、曾根拓人、瀧口弘喜 齋藤亮太、合田圭祐、中岡響香 安岡幸惠、大貫巧、內田百香 原田優香、三宅舞子、岡遼子                                                  | 東島久志            | 2月4日        |        |
| 18                             |          | 馬修·班地德與危險的黑白猜     | Marr     | 小坂華女 | 齋藤悠、佐藤綾香、 廣瀨茜、小松真梨子、市橋雄一 二瓶令曉、、原田優香 Cha Myeong Jun | 齋藤悠              | 2月17日       |        |
| 19                             |          | 馬修·班地德與聲音魔法師       | 西澤晉   | 高橋順   | 久松沙紀、山本祐子、渡邊敬介 萩尾圭太、、高瀨沙耶香 齊藤良、原田優香、錦見樂 市橋雄一、大貫巧、中尾彩香、Vann Oba                                                                           | 久松沙紀            | 2月24日       |        |
| 20                             |          | 馬修·班地德與巨塔             | 古田丈司 | 白石佳祐 | 渡邊浩二、臼井篤史 成松義人、三腰航平、三宅舞子 、齋藤悠、東島久志 | 戶谷賢都            | 3月2日        |        |
| 21                             |          | 沃爾堡·拜根與黑暗魔法         |          | 向山鶴美 | 砂山拓也、岩崎令奈、內田百香 小澤久美子、錦見樂、市橋雄一 安岡幸惠、北島勇樹、小松真梨子 、萩尾圭太、齊藤良                                                                                 | 砂山拓也            | 3月9日        |        |
| 22                             |          | 沃爾堡·拜根與最大的危機       | 成田歲法 | 飛田剛   | 神本兼利、合田浩章 三腰航平、八角彩香 中岡響香、山田俊太郎、 前田達之、吉田肇、佐藤綾香 | 東島久志            | 3月16日       |        |
| 23                             |          | 馬修·班地德與最強魔法使的開端 | 山本宽   | 康萤美   | 岸宽毅、林由香、高桥尚千 浜平苍生、、中岛大智 中村真由美、冯含露、KWON HYEON AE | 斋藤悠              | 3月23日       |        |
| 24                             |          | 馬修·班地德和好友             | 田中智也 | 田中智也 | 、廣瀨茜、山本祐子 渡邊敬介、小松真梨子、松田剛吏 | 東島久志、 石川智美 | 3月30日       |        |

### 藍光＆DVD
| 卷數  | 發售日期       | 收錄話數        | 規格編號     | 規格編號     |
| 卷數  | 發售日期       | 收錄話數        | 藍光版       | DVD版        |
| 第1季 | 第1季          | 第1季           | 第1季        | 第1季        |
| ----- | -------------- | --------------- | ------------ | ------------ |
| 1     | 2023年7月26日  | 第1話 - 第3話   | ANZX-15451/2 | ANZB-15451/2 |
| 2     | 2023年8月23日  | 第4話 - 第6話   | ANZX-15453/4 | ANZB-15453/4 |
| 3     | 2023年9月27日  | 第7話 - 第9話   | ANZB-15455/6 | ANZB-15455/6 |
| 4     | 2023年10月25日 | 第10話 - 第12話 | ANZX-15457/8 | ANZB-15457/8 |
| 第2季 |                |                 |              |              |
| 1     | 2024年3月27日  | 第13話 - 第15話 | ANZX-16661/2 | ANZB-16661/2 |
| 2     | 2024年4月24日  | 第16話 - 第18話 | ANZX-16663/4 | ANZB-16663/4 |
| 3     | 2024年5月29日  | 第19話 - 第21話 | ANZB-16665/6 | ANZB-16665/6 |
| 4     | 2024年6月26日  | 第22話 - 第24話 | ANZX-16667/8 | ANZB-16667/8 |

### 播映平台
| 播映地區         | 播映平台                    | 播映日期                     | 播映時間              | 備註                      |
| 第一季           | 第一季                      | 第一季                       | 第一季                | 第一季                    |
| ---------------- | --------------------------- | ---------------------------- | --------------------- | ------------------------- |
| 臺灣             | 巴哈姆特動畫瘋              | 2023年4月8日－7月1日         | 星期六 00:30（UTC+8） |                           |
| 臺灣             | 中華電信MOD                 | 2023年4月8日－7月1日         | 星期六 00:30（UTC+8） |                           |
| 臺灣             | netflix                     | 2023年4月8日－7月1日         | 星期六 00:30（UTC+8） |                           |
| 臺灣             | Hami Video                  | 2023年4月8日－7月1日         | 星期六 00:30（UTC+8） |                           |
| 臺灣             | friDay影音                  | 2023年4月8日－7月1日         | 星期六 00:30（UTC+8） |                           |
| 臺灣             | LINE TV                     | 2023年4月8日－7月1日         | 星期六 00:30（UTC+8） |                           |
| 臺灣             | KKTV                        | 2023年4月8日－7月1日         | 星期六 00:30（UTC+8） |                           |
| 臺灣             | MyVideo                     | 2023年4月8日－7月1日         | 星期六 00:30（UTC+8） |                           |
| 臺灣             | CATCHPLAY+                  | 2023年4月8日－7月1日         | 星期六 00:30（UTC+8） |                           |
| 香港             | Viu OTT                     | 2023年4月8日－7月1日         | 星期六 00:30（UTC+8） |                           |
| 香港             | Viu 頻道自選服務 （now E）  | 2023年4月8日－7月1日         | 星期六 00:30（UTC+8） |                           |
| 香港             | myTV SUPER （Ani-One）      | 2023年4月8日－7月1日         | 星期六 00:30（UTC+8） | 最後觀賞期：2024年2月29日 |
| Netflix 服務地區 |                             |                              | 星期六 00:30（UTC+8） |                           |
| 香港             | Viu 頻道自選服務 （now TV） | 2023年4月15日－              | 星期六 00:30（UTC+8） |                           |
| 中国大陆         | bilibili                    | 2023年5月20日－2023年8月11日 | 星期五 20:00          |                           |
| 台湾             | 东森电影台                  | 2024年5月11日                | 星期六、日 20:00      | 含中文配音，兩集連播      |
| 台湾             | 中天新聞台                  | 2025年1月18日－2025年1月26日 | 星期六、日 14:00      | 含中文配音，四集連播      |
| 台湾             | 三立新聞台                  | 2025年1月18日－2025年1月26日 | 星期六、日 21:00      | 含中文配音，四集連播      |
| 第二季           |                             |                              |                       |                           |
| 臺灣             | 巴哈姆特動畫瘋              | 2024年1月7日－3月31日        | 星期日 00:00（UTC+8） | [ 註 6 ]                  |
| 臺灣             | 中華電信MOD                 | 2024年1月7日－3月31日        | 星期日 00:00（UTC+8） |                           |
| 臺灣             | netflix                     | 2024年1月7日－3月31日        | 星期日 00:00（UTC+8） |                           |
| 臺灣             | Hami Video                  | 2024年1月7日－3月31日        | 星期日 00:00（UTC+8） |                           |
| 臺灣             | friDay影音                  | 2024年1月7日－3月31日        | 星期日 00:00（UTC+8） |                           |
| 臺灣             | LINE TV                     | 2024年1月7日－3月31日        | 星期日 00:00（UTC+8） |                           |
| 臺灣             | KKTV                        | 2024年1月7日－3月31日        | 星期日 00:00（UTC+8） |                           |
| 臺灣             | MyVideo                     | 2024年1月7日－3月31日        | 星期日 00:00（UTC+8） |                           |
| 臺灣             | CATCHPLAY+                  | 2024年1月7日－3月31日        | 星期日 00:00（UTC+8） |                           |
| 香港             | Viu OTT                     | 2024年1月7日－3月31日        | 星期日 00:00（UTC+8） |                           |
| 香港             | Viu 頻道自選服務 （now E）  | 2024年1月7日－3月31日        | 星期日 00:00（UTC+8） |                           |
| 香港             | Netflix 服務地區            | 2024年1月7日－3月31日        | 星期日 00:00（UTC+8） |                           |
| 中国大陆         | Bilibili                    | 2024年2月10日－4月27日       | 星期六 23:00          |                           |

## 舞台劇
2023年7月4日至11日於東京國際論壇 C Hall、同年7月15日至17日於兵庫AiiA 2.5 Theater Kobe上演。

### 主要演員
- 馬修·班地德：赤澤遼太郎
- 芬恩·艾姆斯：廣井雄士
- 蘭斯·克勞恩：石川凌雅
- 多特·巴雷特：山田詹姆斯武
- 蕾蒙·厄文：河內美里
- 亞伯·沃克：笹森裕貴
- 雅比斯·雷薩：京典和玖
- 瓦斯·馬德爾：中原弘貴
- 拉芙·裘特：花奈澪
- 雷格羅·班地德：ウチクリ内倉
- 布拉德·柯爾曼：澤田拓郎
- 雷恩·艾姆斯：佐佐木喜英
- 沃爾堡·拜根：岡幸二郎

### 製作人員
- 綜合演出：松崎史也
- 演出：伊藤今人
- 劇本：龜田真二郎

## 外部連結
- 集英社官方網站
- 電視動畫官方網站
- 肌肉魔法使-MASHLE-的X（前Twitter）